# ダンディ

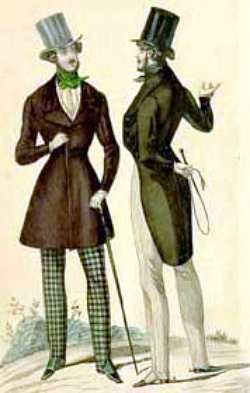
1830年代のパリにおける洒落たダンディ。左はフロックコートを、右はモーニングを着ている。このような体形を求めてきついコルセットも用いられた

ダンディ（英: dandy）は、身なり・巧みな言葉づかい・余裕ある趣味といったものを特に重視しながら、あくまで無頓着を装ってそれらを追求し、自らに陶酔する男や女の精神を指す。ダンディは、とりわけ18世紀後半から19世紀前半にかけての英国で自発的に生じ、中産階級の出自にかかわらず貴族のライフスタイルを模倣しようと励んだ。
ダンディに先行するものとしてプティ・メートルやミュスカダンが現れていたことは記録上はっきりしているものの、現在の意味でのダンディズムが最初に現れたのはフランス革命期にあたる1790年代のロンドンおよびパリである。ダンディは「慎み」について自問・批評を繰り返し洗練させていったが、行き着いた先は「シニシズム（en）」こそが「知的ダンディズム」であるとする作家ジョージ・メレディスの定義であった（なおメレディス自身はダンディではない）。もっとも、この時代を扱った『紅はこべ』のスカーレット・ピンパーネルは、文学史上でもかなりのダンディではある。先のものよりは手厳しくない定義として、トーマス・カーライルはダンディを単なる「着道楽」としている。オノレ・ド・バルザックは人間喜劇の1作『金色の眼の娘』（1835年）に、完全な俗人にして非情の人アンリ・ド・マルセーを登場させており、このマルセーははじめ完璧なダンディの要件を満たしていたが、憑りつかれたような恋愛の過程で激しく凶悪な嫉妬が姿を現していった。
シャルル・ボードレールは、ダンディズム後期の「形而上学的」段階にあってダンディを以下のように定義している。すなわち、ダンディとは美学を宗教にまで高め、それに則って生きる者のことであり、その宗教というのは、ただダンディが存在するだけで責任ある中産階級の市民への非難となる、というものである。「ある面で、ダンディズムは精神主義およびストイシズムに近づいてい」き、「[充分な資産を持ち労働を免れた]こうした存在は、自らにとっての美の観念の洗練、趣味の上での追求、感性と思索とに生きている状態に他ならない。（中略）ダンディズムはロマン主義の1形態である。考えの足りない世上の連中が信じているらしいこととは裏腹に、ダンディズムは着る物に大はしゃぎをしてみせたり道具立てが逸品であったりすることですらない。こうしたことは、完全なダンディにとっては精神における貴族的優越の象徴以上のものではない。」
「何を着るか」ということと政治的抗議との結びつきは、イングランドでは18世紀に至ってことに顕著となっており、このことを含み置くと、ダンディズムとはそれまでの貴族に代わって市民が社会を担う平等主義の時代の勃興に対する、貴族階級によるスタイルを通じた政治的異議申し立てとみなすこともできる。ダンディズムはしばしば封建社会や前工業社会の諸価値、たとえば「完璧なジェントルマン」や「自律せる貴族」といったものへの郷愁に執着したが、矛盾したことに、ダンディは観衆を必要とするものであった。オスカー・ワイルドとバイロン卿の「マーケティング的に成功した人生」を調査した Susann Schmid は、両者のうちに作家でありゴシップおよびスキャンダルの発生源・供給源であるという、ダンディというものの公共空間における役割をみてとっている。英国の作家 Nigel Rodgers （en）は、天才的なダンディであるというワイルドの地位に疑義を呈し、ワイルドは便宜としてダンディ風な構えをとっただけに過ぎず、求道者に苛烈な要求を課すダンディズムの理念に身を奉げたのではないとみている。

## 語源
「Dandy」という語の起源はよくわかっていない。1770年代には、それまで服装や見た目が極端であることを指す言葉だった「eccentricity」が、人々の奇矯な振る舞い全般に用いられはじめ、それと並行して「dandy」という言葉も18世紀後半にはじめて現れている。アメリカ独立戦争直前にあたる時期には、植民地アメリカ市民の貧乏を言い立てぞんざいな作法をわらう「ヤンキードゥードゥル」が歌われたが、その1番の歌詞から読み取れるのは、周囲にまさってダンディたらんとする者は優れた馬と金の組み紐で飾った服を要する（そのような者は「イタリアかぶれの伊達男」という意味で皮肉をこめて「マカロニ」と呼ばれた）にもかかわらず、平均的植民地アメリカ市民の経済力があまりにも低かったため、1頭のポニーと身を飾る2、3枚の羽根飾りさえあれば仲間内で群を抜いたダンディとみなされ、そうしたダンディは米人よりさらに野暮ったい旧大陸側の同胞（英国兵）との比較においてもダンディであり、英国兵自身も米国のそうした伊達者が周囲から殊絶しているとみなすことさえあった、ということである。少しのちの1780年頃、スコットランドのバラッドにも「dandy」という単語が現れるが、ここでの「dandy」にはこの項目で扱っているような含みはまずないようである。「Dandy」のもともとの形はおそらく「jack-a-dandy」というものであったらしい。「Dandy」はナポレオン戦争期には流行語となった。当時の用法としては、「dandy」と「fop」は異なるものとされており、「dandy」の装いの方が上品で落ち着いているとみなされていた。
21世紀現在の英語では、「dandy」という語は、「fine」ないし「great」の意味をおどけて、またしばしば皮肉を込めて表す形容詞である。また名詞としては身なりの整った男を指すが、それに加えて自分のファッションを絶対視している場合に「dandy」と呼ぶことが多い。

## ボー・ブランメルと英国における初期ダンディズム

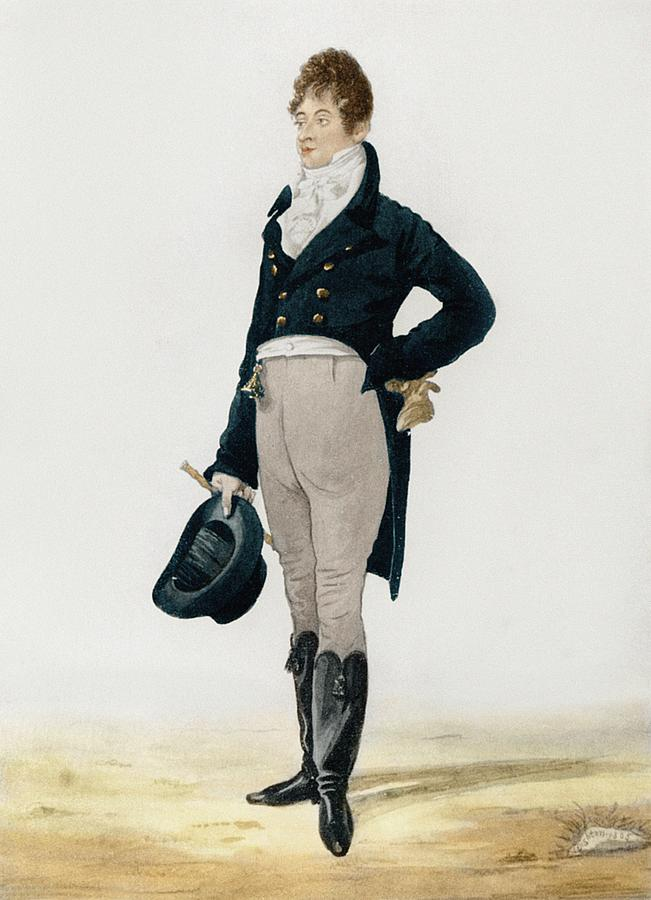
ボー・ブランメル（1805年）

英国社会におけるダンディの模範となったのは、「ボー・ブランメル」ことジョージ・ブライアン・ブランメル（1778年 - 1840年）である。ブランメルは少時にはオックスフォード大学オリオル・カレッジの学生であり、のちには摂政王太子（即位後ジョージ4世）の取り巻きでもあったが、貴族の出ではない。実際のところ、ブランメルのすごさは「全く何にも基づいていない」というのはフランスの作家バルベー・ドールヴィイが1845年に喝破するところである。白粉をはたくことも香水をつけることもなかったが、常に入浴と髭剃りを欠かさず、装いは紺青の無地のコートであったブランメルは、髪にはきちんとブラシを当て、身に着ける物のサイズはぴったりで、コートから覗くリネンは糊がきいてパリッとし、もちろんすべてはきれいに洗濯されてあって、仕上げは丹念に結んだクラヴァット（ネクタイの前身）であった。1790年代半ば以降のブランメルは「有名人」のはしりとなっていた。有名人とは有名だから有名であるという人のことだが、ブランメルの場合は口数は少ないが機知に富んだ伊達物として有名なのであった。
ナポレオン戦争期の首相であった小ピットは、1795年に対仏戦争の戦費捻出と小麦粉の使用制限を目的として頭髪用の白粉に課税しているが（当時の男性用の長く白いかつらは小麦粉を原料とする白粉によって白くされていた。また当時不作のため小麦粉は希少化し値が上がっていた）、ブランメルはそれに先立ってすでにかつらの着用をやめ、髪をローマ風（ないしブルータス風「à la Brutus」）に短く刈らせていた。またブランメルはそれまで一般的だった膝丈の breeches から、仕立てた黒の pantaloons （いわゆるベルボトムではない）への変遷を主導した人物でもあった。Pantaloons はほぼそのまま現在のズボン類になっていき、西洋では以後200年、男性の服装の主流となっている。1799年、規定の年齢に達したため、ブランメルは父の遺産3万ポンドを相続した。ブランメルはこの3万ポンドのほとんどを着る物と賭け事、豪華な暮らしに浪費し、1816年にはダンディの典型的な末路である破産に至った。ブランメルは債権者を逃れてフランスに渡り、1840年、62歳を目前にカーンの癲狂院（精神病院の前身）で人知れず没した。
ダンディ風のスタイルをとった人物でボー・ブランメルにまして成功した人物として、第6代バイロン男爵ジョージ・ゴードン・バイロンが挙げられる。バイロン卿はフランス革命以降一旦すたれたレースのフリルを袖と襟とにあしらった poet shirt （en）を着ることがあった。バイロン卿のこのようなファッション上の志向は、アルバニアの民族衣装を装った姿を描かせた肖像画に見ることができる。
当時の突出したダンディとして、いま一人フランスのドルセー伯爵アルフレード・ドルセーを挙げることができる。ドルセー伯はバイロン卿の友人であり、ロンドン社交界の最上層に参入した。
1836年にトーマス・カーライルは次のように書いている。
ダンディは伊達男であり、ダンディの生業、はたらき、在りようは服を着ることのうちにある。ダンディにおいては感情、精神、金銭、社交という機能のいずれも、かしこく服を着こなすという目的に英雄的に奉仕している。したがって、他の人が生きるために着るのに対し、ダンディは着るために生きるのである。さてここで、殉教であり詩情でありさらに預言でもあるこの絶え間ない在り方に対して、ダンディが見返りに望むこととはなんなのか。おそらくただに、存在を認められること、といえるのだろう。あるいは生きて動いている何物かとして、いやそれよりも慎ましいかもしれない。目に入る何物か、可視光を反射するに足る物……。
19世紀半ばには英国のダンディは、ヴィクトリア朝当時の男性ファッションという非常に色彩に乏しいパレットの中で、微細な洗練を披露していた。「良質な毛織の質、ポケットのフラップやコートの折り返しの角度、本当に正しい手袋の色、ブーツや革靴の適切な照り返し加減といった具合である。こうしたことからイメージされるのは服装に気を遣っているが、自分の外見に無限の苦痛を感じており、かつ外見に無関心を装う男である。この洗練されたダンディズムは、男性における英国らしさの本質的要素とみなされ続けることとなった。」

## フランスにおけるダンディズム

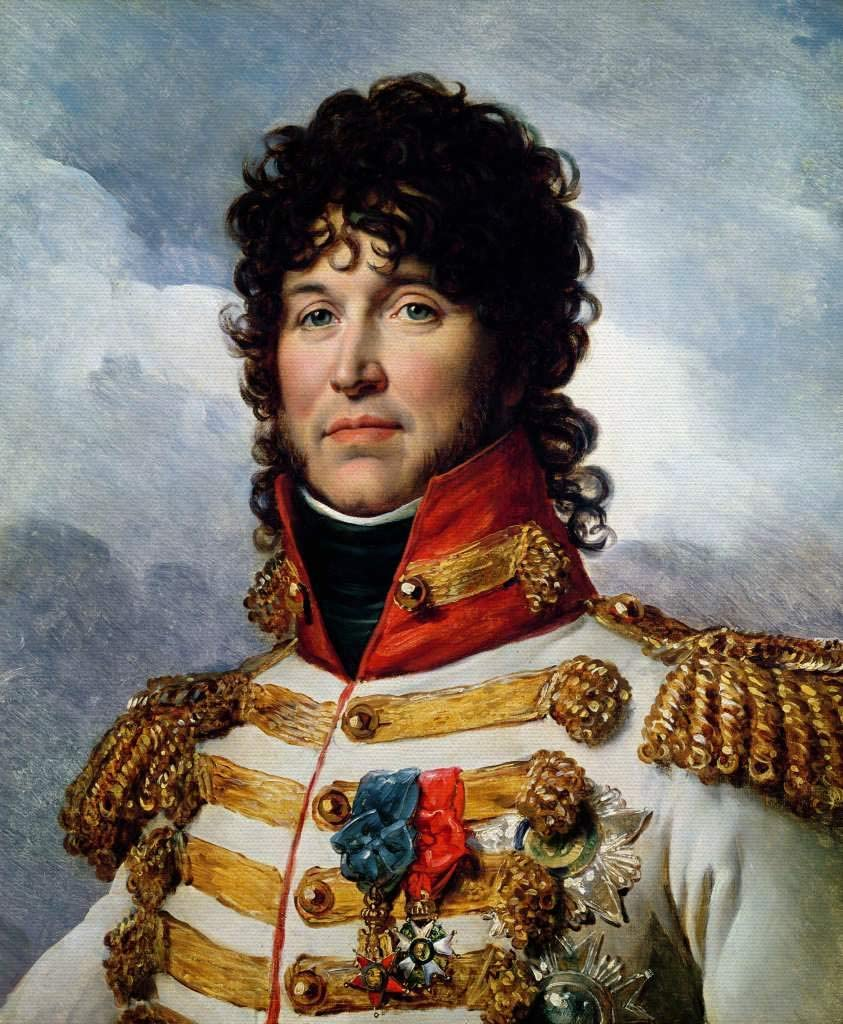
ジョアシャン・ミュラ（1767 - 1815）。フランスの軍人からナポリ王まで登りつめ、伊達物であったことから「ダンディ王」と呼ばれた

フランスにおけるダンディズムはフランス革命と政治的に結びついている。ダンディズムの最初期段階にあたる jeunesse dorée （「金持ちの道楽息子たち」の意。ミュスカダンとも）は旧体制支持という政治的表明のため貴族風の服装をまとい、サン・キュロット（革命派の支持母体である貧困層）とみずからを区別した。
ボー・ブランメルの全盛期にはファッションと作法に対するその強権は絶対的なものであった。ブランメルの服装やスタイルはしきりに模倣され、ことにフランスでは盛んだったが、フランスでの成り行きは英国とは多少異なっており、ブランメルの模倣は上位中産階級だけでなくモンマルトルやモンパルナスに集う作家や芸術家連にも行われた。彼らにとってダンディは、意識的に自己を作りあげ、伝統とはっきり断絶したとして、革命的価値観からの祝福の対象でもあった。服装の入念さとデカダン的生活様式をもってすれば、ブルジョワ社会に対して軽蔑と優位を示せることがこうしたフランスのダンディたちには理解されていた。19世紀後半にはフランスのダンディズムは文学における象徴主義にも大きな影響を与えることとなった。
ボードレールはダンディズムにいたく関心があり、記念碑的な文章を物している。すなわち、ダンディを志す者は「エレガントであること以外に職業を持つ」べきでなく、また「めいめいにおける美の観念の追求以外のいかなる状態」もふさわしくなく、「ダンディは絶えず卓越を切望しなければならない。ダンディは鏡の前に生き、死なねばならない」。ほかにもフランスの知識人はパリの通りをうろつくダンディに関心を寄せており、バルベー・ドールヴィイは『ダンディズムとジョージ・ブランメルに関して』という伝記的考察で、ボー・ブランメルの行き方を詳細に吟味している。

## その後の展開

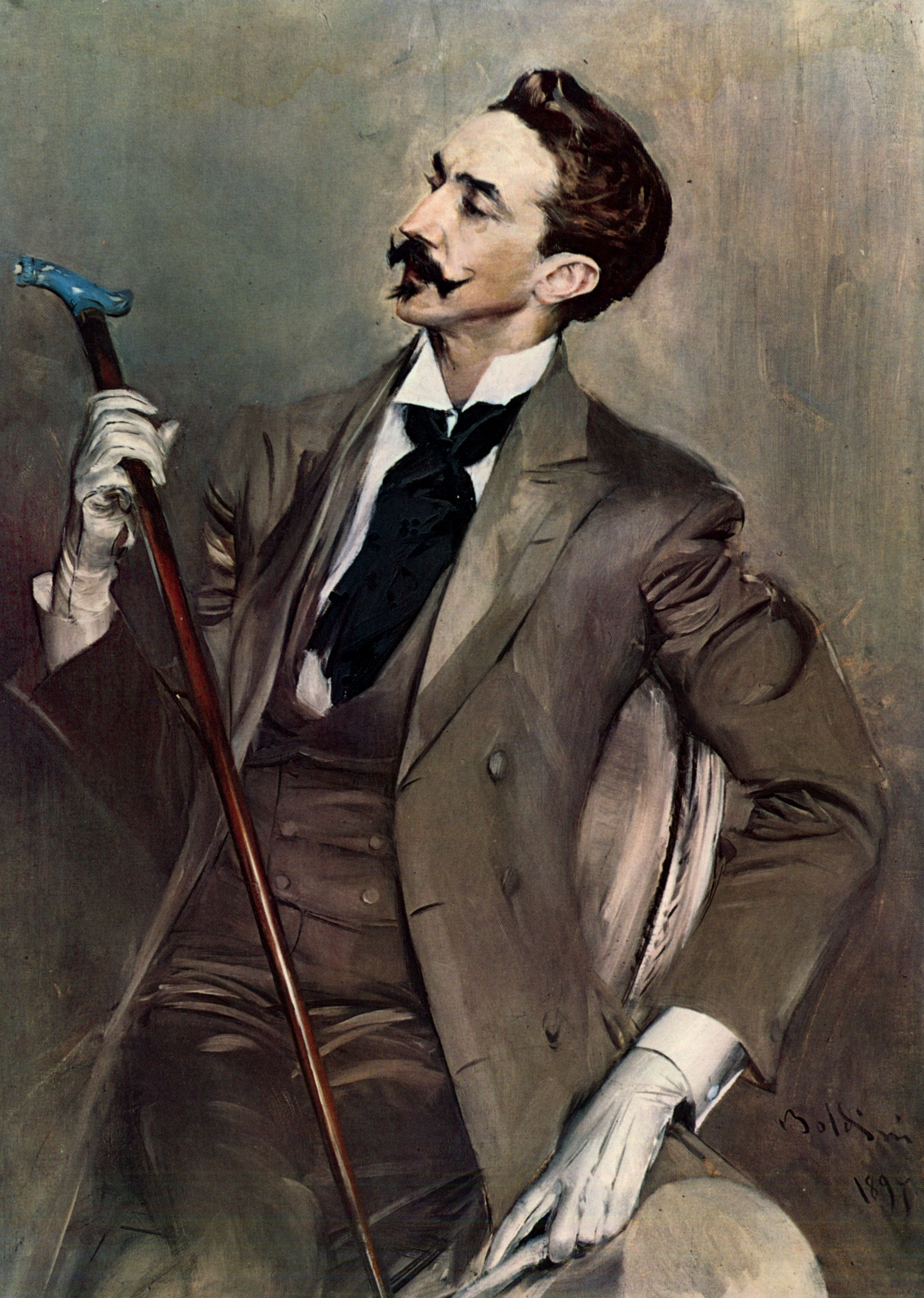
ロベール・ド・モンテスキュー（1855 - 1921）。ボルディーニ画

ダンディは文学作品の上では、ワイルド、サキ、P・G・ウッドハウス、ファーバンクといった破滅的な雰囲気が共通する作家たちの作品によく現れ、それらは作家自身の投影であることもあった。
スウィンバーン、ワイルド、ペイターといった詩人、アメリカの画家ホイッスラー、スペインの画家ダリ、ほかにユイスマンス、ビアボーンがベル・エポック期（1870年代から1914年まで）のダンディといえ、ロベール・ド・モンテスキューなどは『失われた時を求めて』のシャルリュス男爵のインスピレーションをマルセル・プルーストに与えている。イタリアではガブリエーレ・ダヌンツィオ、カルロ・ブガッティが、世紀末の退廃的芸術家に類するダンディを代表している。ワイルドは「誰しも芸術作品となるか、芸術作品を着るかしなければならない」と書いている。
19世紀末にはアメリカのダンディは dude と呼ばれるようになり、エヴァンダー・ベリー・ウォールは "King of the Dudes" の異名をとった。
ジョージ・ウォールデンは Who's a Dandy? （2002年）で、ノエル・カワード、アンディ・ウォーホル、クウェンティン・クリスプを現代のダンディとしている。また、P・G・ウッドハウスの描く Psmith は外見・内面ともダンディとされるほか、アガサ・クリスティのエルキュール・ポアロもダンディとみなされている。
英国の画家セバスチャン・ホーズリーは、自身を「暗黒街のダンディ」 "dandy in the underworld" としており、自伝のタイトルにも『暗黒街のダンディ』を用いている。
日本では、1990年代後半、粋なセンスを感じさせる男性的な女性ファッションのことをダンディ・ルックと呼んだ。また同じく1990年代後半にはダンディズムは王子ロリとなった。ダンディという言葉は、魅力的だが比較的高齢で、装いの良い男性を指すこともあり、この場合通常40代後半から50代が該当する。
スペインでは19世紀前半にダンディズムに関連して興味深い現象が起こった。英国とフランスでは中産階級が貴族の作法を取り入れたのに対し、スペインでは貴族が下層階級の伊達男（マホ）の流儀を取り入れたのである。スペインのマホたちは、当時のフランスかぶれであるアフランセサドとは、凝った服装と独自のスタイルとから対照的存在であり、態度の生意気で横柄なことではとりわけであった。スペインにおける著名なダンディとしては、やや時代が下るが第12代オスナ公爵マリアノ・テジェス＝ヒロン、画家サルバドール・ダリ、詩人ルイス・セルヌーダが挙げられる。

## 後代の考察
アルベール・カミュは、1951年の『反抗的人間』で以下のように述べている。
ダンディは美学的手段を通じて自らの統一を作りだす。しかしその美学は否定の美学である。ボードレールに言わせれば、「鏡の前に生き、死ぬ」というのがダンディの標語だが、これはたしかになかなか言い得て妙である。しかしダンディの実際の在り様はこれとは逆であって、ダンディというものは挑発によってしか存在することができない。かつて人は自らの則るべき調和を造物主から引き出していた。しかし神との断交を聖別した瞬間から、人は自分の生には寄る辺もなにもなく、日々はまったく無意味で、感覚は無為に費やされると感じるようになった。それゆえ人は自らをその手に引き受けなければならない。ダンディは自らの力を奮い立たせ、すさまじい拒絶によって自らに統一を作りだす。放蕩者としてのダンディは、人並みの人生を逸脱して生きる全ての人同様、役者でしかありえない。しかしこの役者は世間を必要とする。ダンディは自分の演ずべき役を世間との対比において設定し演じることしかできない。ダンディは他人の表情にしか自らの生を実感することができない。他人が彼の鏡なのだ。この鏡はすぐに曇ってしまうが、それもそのはずで、というのも人の注意力には限りがあるからである。それは絶えず挑発によって刺激されなければならない。それゆえダンディは常に耳目を驚かせるよう駆り立てられているのである。奇矯であることがダンディの使命であり、このことはダンディから洗練や完成への道を奪ってしまう。ずっと半端なまま、物事の序の口のところをうろついて、他人に自分を有らしめるよう強い、しかも他人の価値を認めないのである。ダンディは人生を演じるが、それはダンディには人生を生きることができないからである。
ジャン・ボードリヤールは、ダンディズムは「ニヒリズムの美学的形態」であると述べている。
Carlos Espartaco はアメリカの哲学者で詩人の Eduardo Sanguinetti について以下のように述べている。
「ダンディだけが、ストア派的試みの最期の継承者であって、自身を1個の物として「見た目」の世界に置くことで、「モード」（というものはダンディとおそらく不可分だが）の名の下に流行を逃れたのである。実際、流行に真空を召喚してはじめて、（非・流行としての）ダンディを規定する流行を征服することができるのだが、その真空というのは「いまここの感覚とは何千キロも隔たった」ものなのである。そして Eduardo Sanguinetti にとって、流行に「真空」を召喚するとは（Sanguinetti が「反・流行」や「外見」といった文脈で用いる複合戦略の用語で言うと）自己を完全にうつろにすることを意味し、それにより時から解放されるが、ただし新たに生まれ出ずる良きものは欠かさず登録するという努力は否定されない。この境地に至ることは、ボードレールの言うところの「ヘラクレスが双肩に担う」大地からの視点を獲得することに近い。

## クウェインチュレル

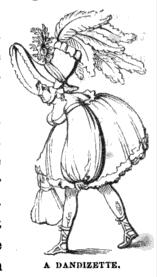
1819年のダンディゼット

女のダンディにあたるものはクウェインチュレル quaintrelle である。クウェインチュレルは情熱ある生活、すなわち個人的スタイルや余暇の気晴らし、他人からの賞賛、人生の快楽の追求を重視する女である。
12世紀には cointerrels（男性形）および cointrelles（女性形）という言葉が現れた。この2つは、はじめ熟練の技術で作られた物を指し、のち装いが美しく会話が巧みな人を指した coint という言葉に由来する。18世紀には coint は quaint となり、卓抜した会話と美しさを指した。中英語期（12世紀から15世紀）の辞書には quaintrelle は美しく着飾った（あるいは装飾過剰な）女とあるが、優雅さや人を引き付ける魅力といった好ましい人格的要素は示されていない。クウェインチュレルが洗練に関して主要な哲学的要素をダンディと共有しているという考えは近代におこったもので、これはクウェインチュレルの歴史的ルーツに遡って投影された。
女のダンディは19世紀初めのわずかな間だけ男のダンディと表れた時期が重なっている。この時期の「ダンディ」には fop や over-the-top fellow といった嘲笑的な含みがあった。ダンディ dandy の女性形は dandyess あるいは dandizette である。チャールズ・ディケンズは All the Year Around （1869年）で、「1819年から1829年のダンディとダンディゼットは奇妙な種族だったに違いない。Dandizette はファッション狂の女性を指す単語で、彼女たちの非常識加減はダンディのものと全く変わらなかった」と述べている。1819年には Charms of Dandyism という小説が「女ダンディのトップ」オリヴィア・モアランド Olivia Moreland によって書かれている。この小説の実際の作者は Thomas Ashe という作家であると考えられているが、Ashe は同時代の実在の人物をモデルに何作かの小説を書いているため、オリヴィア・モアランドも実在した可能性がある。なお、この小説ではダンディズムは「スタイルに生きる」ことと結びついている。その後、ダンディという言葉が洗練を指すようになると、ダンディは男性にのみ用いられるようになっていた。Popular Culture and Performance in the Victorian City （2003年）では、この変化を「（前略）あるいはダンディゼットも、言葉すら男のためにとっておかれるようになった」としている。

## 著名なダンディ
- オックスフォード・ウィッツ（英語版）
- アンディ・ウォーホル
- エヴァンダー・ベリー・ウォール（英語版）
- ボニ・ド・カステラーヌ（フランス語版）
- ノエル・カワード
- セーレン・キェルケゴール
- ジョージ・グロス
- ジャン・コクトー
- モーリス・ラヴェル
- ジャック・ダデルスワル＝フェルサン
- サルバドール・ダリ
- エリー・ド・タレーラン＝ペリゴール（フランス語版）
- ガブリエーレ・ダンヌンツィオ
- ベンジャミン・ディズレーリ
- ウィリアム・トラヴィス
- ウジェーヌ・ドラクロワ
- エドゥアール・マネ
- アルフレード・ドルセー（英語版）
- ボー・ナッシュ（英語版）
- ジョージ・ゴードン・バイロン
- アブラーム・バルデロマール（英語版）
- ジュール・バルベー・ドールヴィイ
- エドワード・ヒューズ・ボール・ヒューズ（英語版）
- アンリ・ファルジュ
- ポール・ブールジェ
- ジョージ・ブライアン・ブランメル
- オノレ・ド・バルザック
- デヴィッド・ボウイ
- ブライアン・フェリー
- ロバート・パーマー
- セバスチャン・ホーズリー（英語版）
- シャルル・ボードレール
- ロベール・ド・モンテスキュー
- オーギュスト・ヴィリエ・ド・リラダン
- トーマス・レークス（英語版）
- シャルル・ロトゥール＝メズレー（フランス語版）
- オスカー・ワイルド

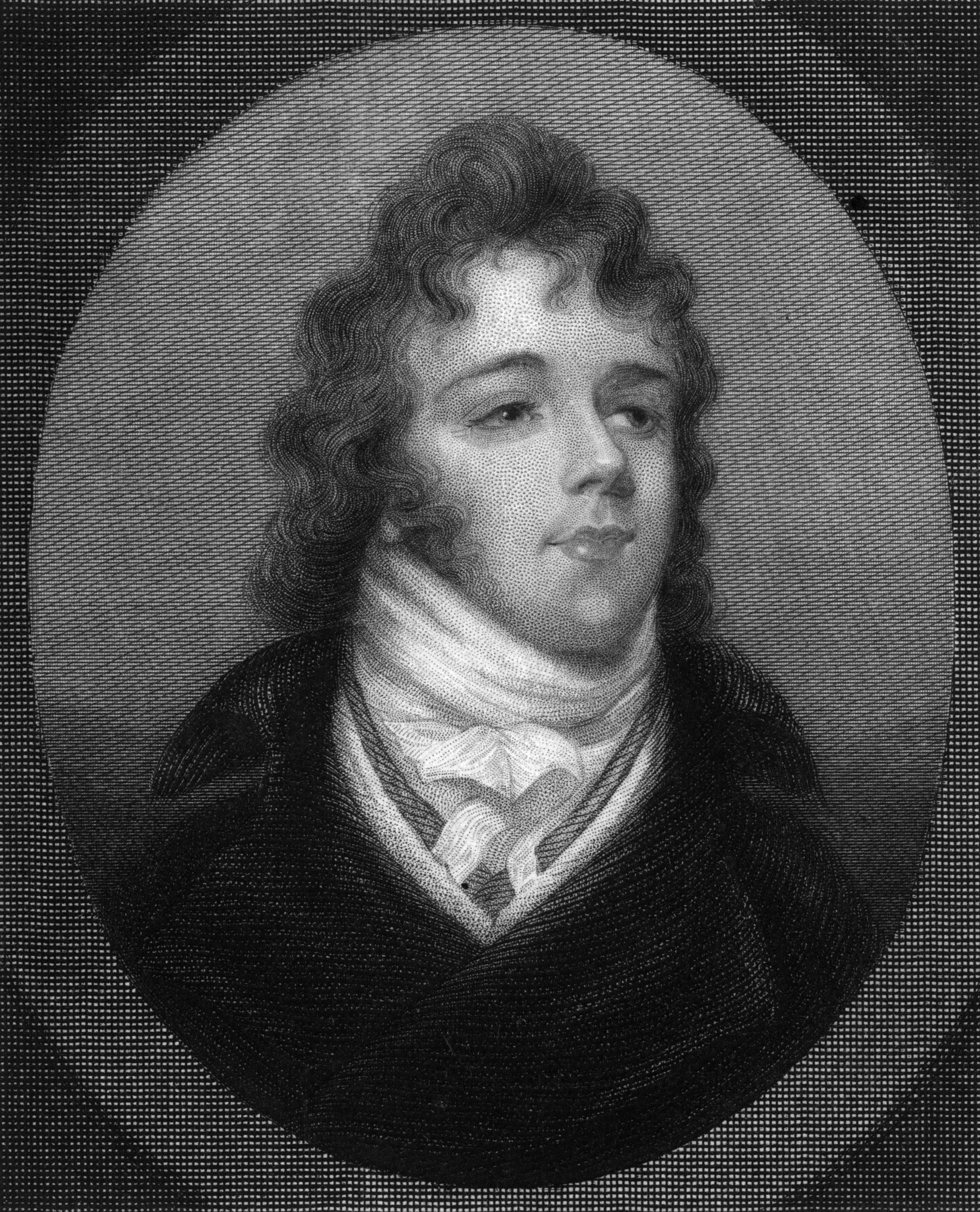
ボー・ブランメル（1778 - 1840）
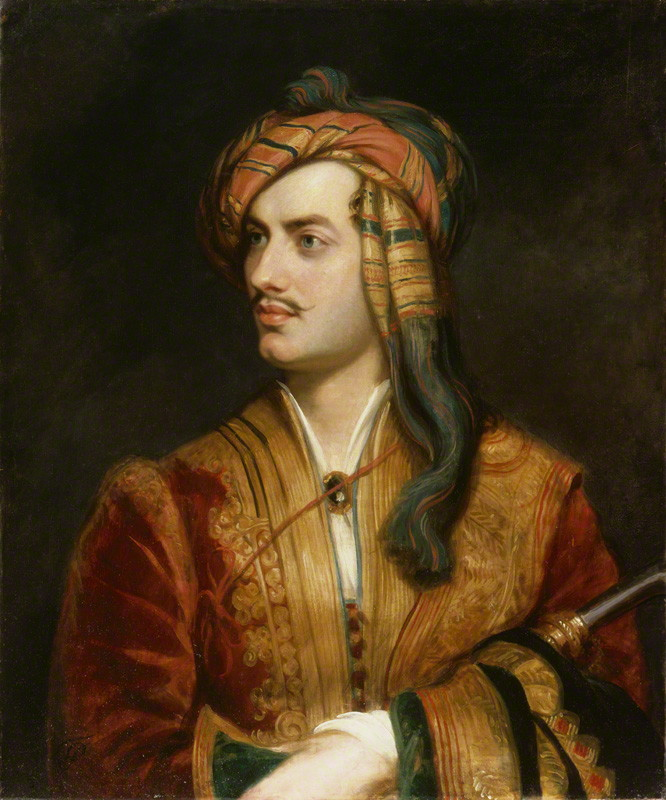
バイロン卿（1788 - 1824）。アルバニアの民族衣装をまとっている
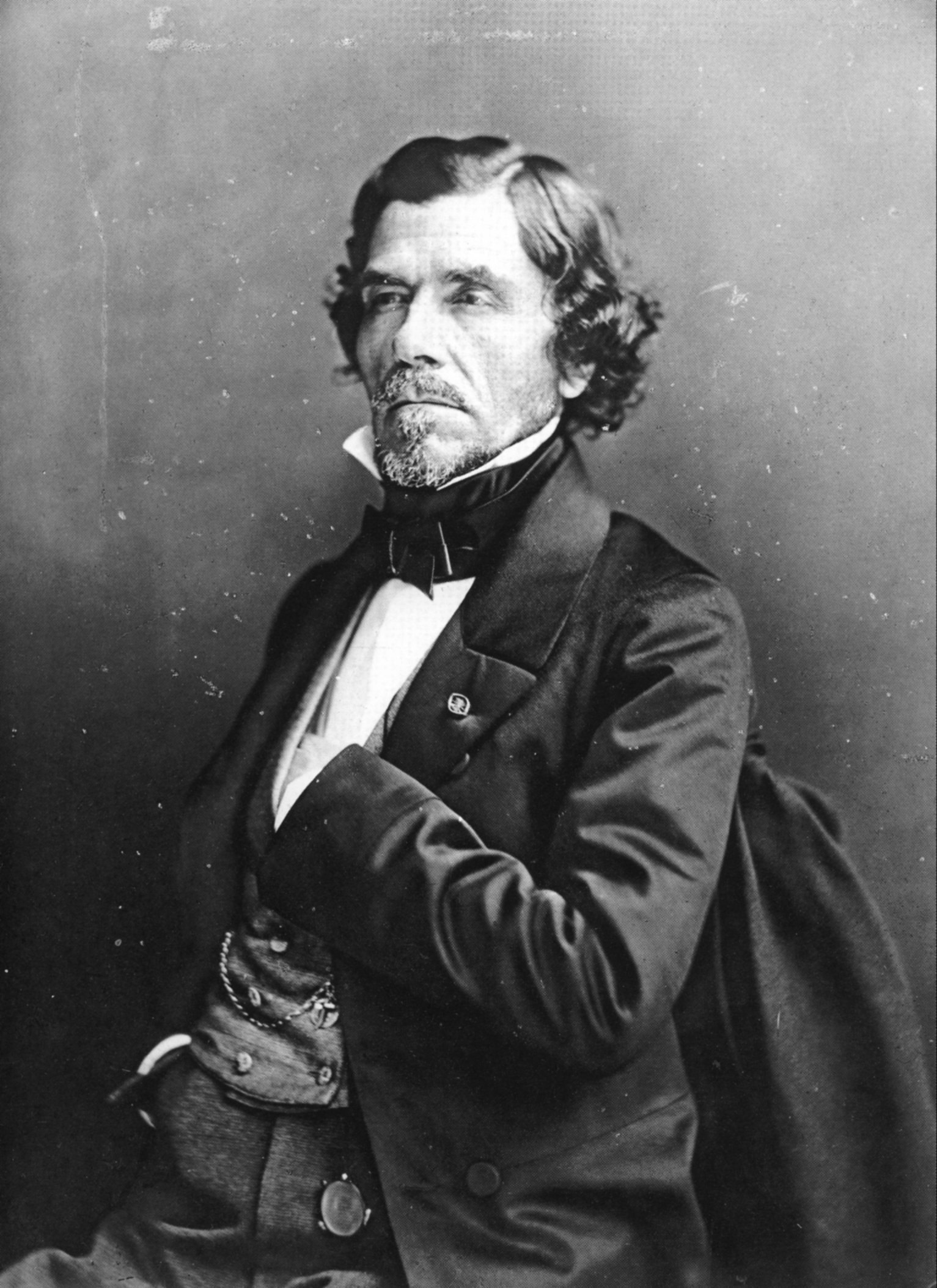
ウジェーヌ・ドラクロワ（1798 - 1863）
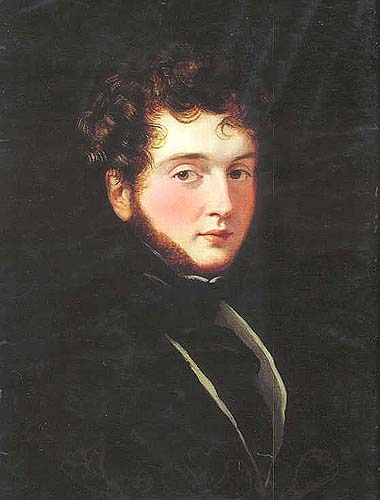
ドルセー伯爵アルフレード・ドルセー（英語版）（1801 - 1852）
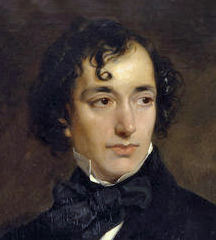
英国首相ベンジャミン・ディズレーリ（1804 - 1881）
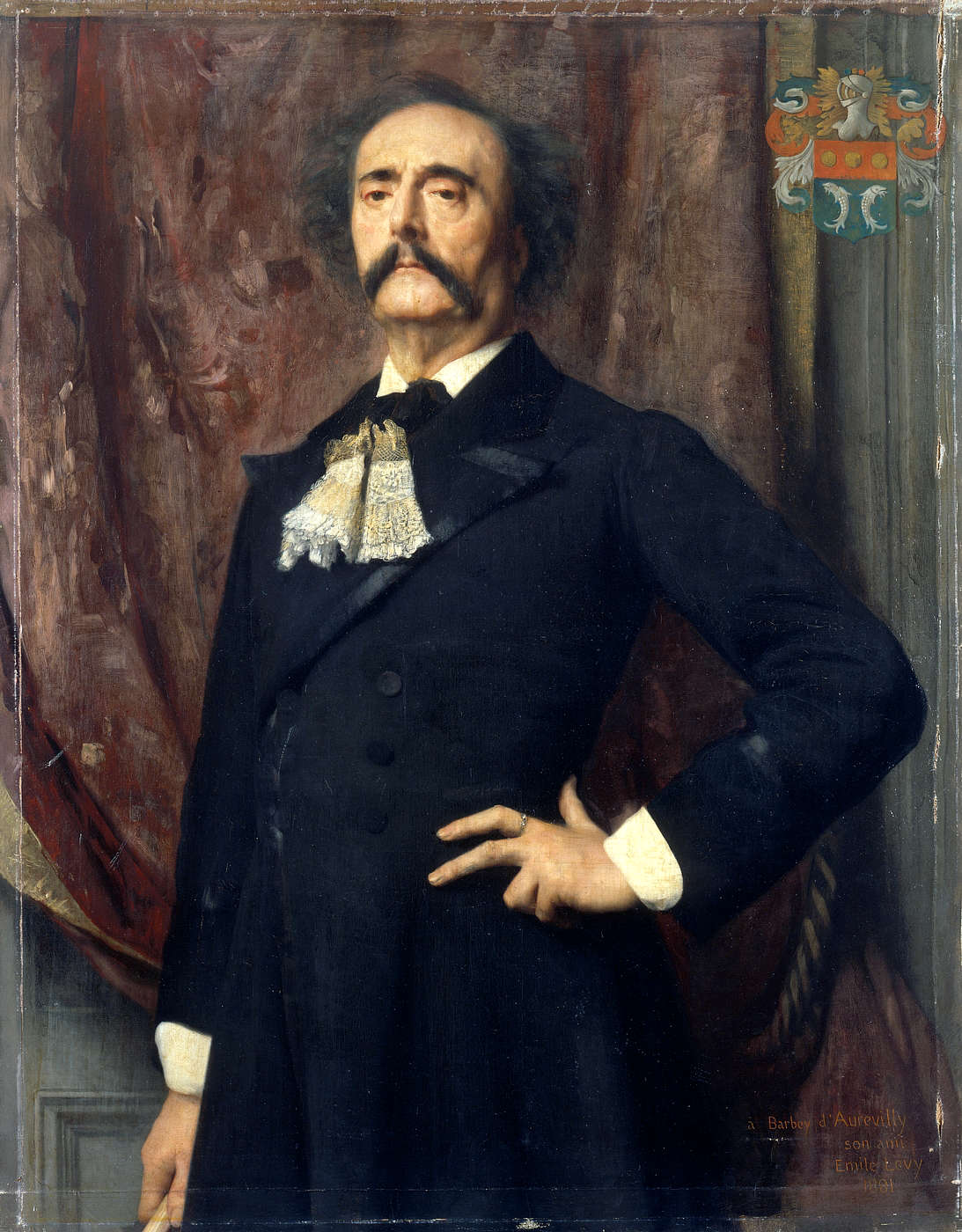
ジュール・バルベー・ドールヴィイ（1808 - 1889）
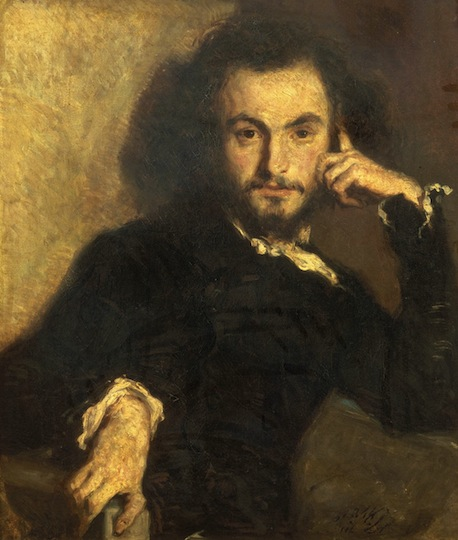
1844年のシャルル・ボードレール（1821 - 1867）
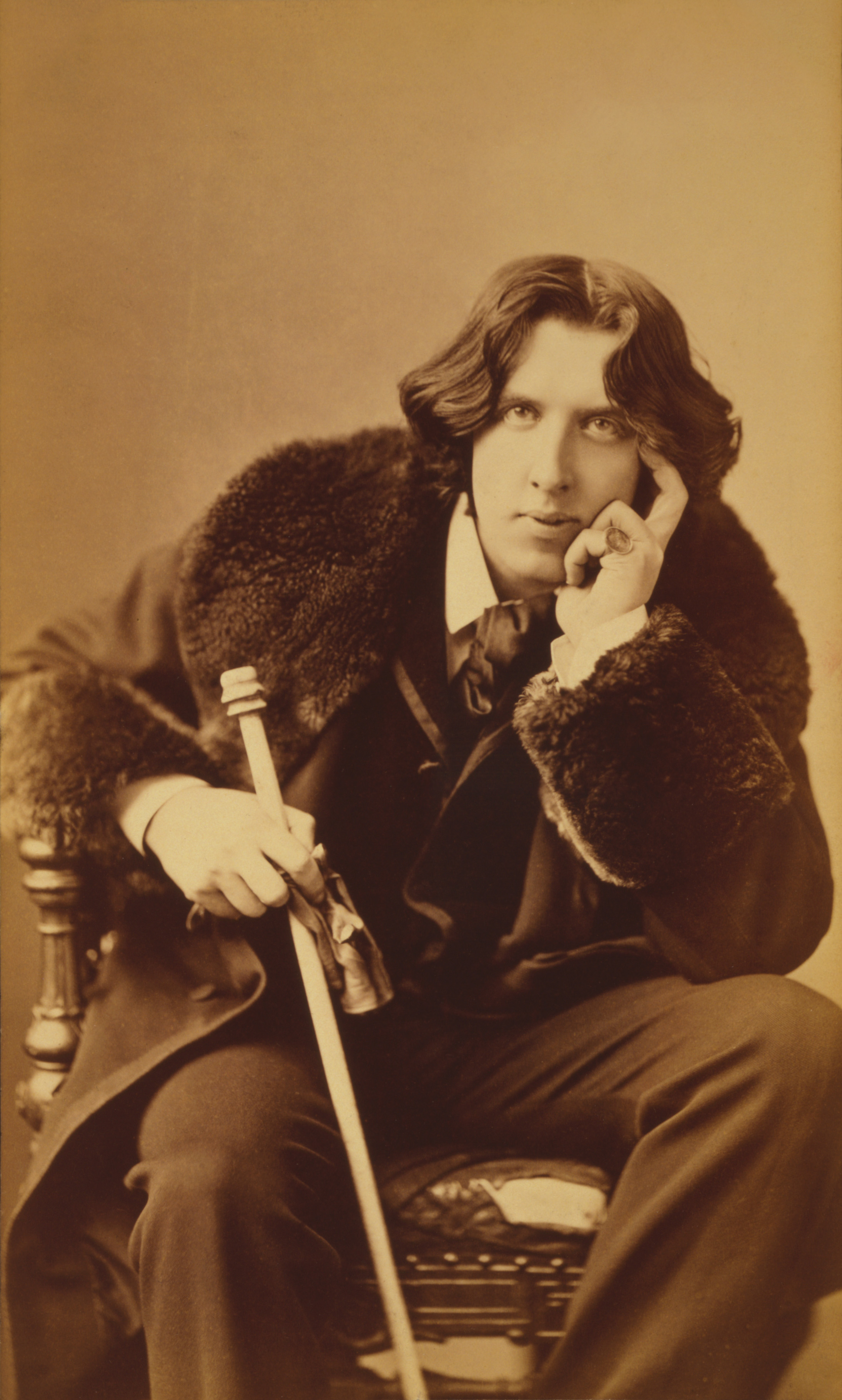
オスカー・ワイルド（1854 - 1900）

### 著名なクウェインチュレル
クウェインチュレルの節で述べたように、クウェインチュレルの活躍した期間は短いため、同時代の人物から名前を挙げるのは難しい。仮にクウェインチュレルとみなせそうな人物として、ブレッシントン伯爵夫人、マーケイザ・カサーティ、C・G・ゲスト、ココ・シャネル、タマラ・ド・レンピッカ、マレーネ・ディートリヒがいる。